# Caladenia ensata
Caladenia ensata är en orkidéart som beskrevs av William Henry Nicholls. Caladenia ensata ingår i släktet Caladenia och familjen orkidéer. Inga underarter finns listade i Catalogue of Life.